# 范维
范維（1921年10月5日—2013年1月27日）生於河内，是越南作曲家，從1975年越南共产党統一全國後其作品一直被禁，直至2005年才解禁。

## 生平
范維本名范維謹（Phạm Duy Cẩn），1921年10月5日（辛酉年九月初五）出生於河內Takou街（法語：Rue Takou，今竹席行街）40號的產房。
2013年1月27日下午2時30分，范維在胡志明市115號醫院去世。

## 外部連結
- （越南文）范維官方網站